# دستور خط فارسی
امروزه مراجع مختلف، چند دستور خط مختلف برای زبان فارسی در پیش گرفته‌اند. برخی هم سعی در استاندارد کردن نظر خود کرده‌اند، اما همچنان اختلاف و ناهماهنگی به چشم می‌خورَد.  برای مثال، در «دبیرهٔ ادبی» دههٔ ۱۳۴۰ خورشیدی ممکن بود بخوانیم:
«بخاطر اینکه می‌توانستم میوهٔ دسترنج خود را بچشم.»
اما امروز می‌نویسیم:
«به خاطر اینکه می‌توانستم میوهٔ دسترنج خود را بچشم.»
و یا حتی:
«به‌خاطر این‌که می‌توانستم میوه‌یِ دست‌رنج خود را بچشم.»
به نقل از فرهنگستان زبان و ادب فارسی (با رسم‌الخط فرهنگستان):
«درباب دستور خطّ فارسی، همواره اختلاف سلیقه و مشرب وجود داشته‌است؛ بعضی طرف‌دار بازگذاشتن دست نویسنده در انتخاب شیوهٔ نگارش بوده و حداکثر جواز و رخصت را تجویز می‌کرده‌اند و بعضی دیگر، برعکس، گرایش به وضع قوانینی عام و قطعی و تخلّف‌ناپذیر داشته و آرزو می‌کرده‌اند که در عالم خط و کتابت نیز قوانینی شبیه قوانین حاکم بر علائم ریاضیات حاکم باشد. از جهتی دیگر، برخی از اهل فن معایب و مشکلات موجود را در خطّ فارسی تا آن اندازه فراوان و جدّی دانسته‌اند که رفع آن‌ها را جز با افزودن و درکارآوردن حروف و علائم جدید میسّر نمی‌شمرده‌اند، و گروهی دیگر کمترین تحوّل و تبدّلی را در خطّ فعلی نپذیرفته و آن را به زیان زبان می‌دانسته‌اند.»∗